# Sidney Lanfield
Sidney Lanfield (Chicago, Illinois, 20 d'abril de 1898 − Marina del Rey, Califòrnia, 20 de juny de 1972) va ser un guionista i director de cinema estatunidenc.

## Biografia
Després d'un temps com a músic de jazz i actor del Vodevil, Lanfield va ser contractat per la 20th Century Fox com escriptor d'acudits el 1926. Dos anys després ja escrivia guions i el 1930 es va estrenar en la direcció amb Cheer Up and Smile. La carrera va començar després de dirigir la patinadora Sonja Henie en One in la Milions (1936) i Thin Ice (1937). Els anys següents, va realitzar comèdies, musicals i drames sentimentals, primerament en la 20th Century-Fox i, a partir dels anys 1940, en la Paramount, on va treballar diverses vegades amb Bob Hope.
Entre les seves pel·lícules destaquen Swanee River (1939), You'll Never Get Rich (1941), My Favorite Blonde (1942), The Meanest Man in the World (1943) i Station West (1948). El seu més gran èxit, no obstant això, va ser l'atmosfèric thriller The Hound of the Baskervilles (1939), la primera i u de les millors pel·lícules de la sèrie iniciada per la Fox amb el detectiu Sherlock Holmes (interpretat per Basil Rathbone).
En l'inici de la dècada de 1950, Lanfield es va convertir en un dels primers directors de cinema a passar a la televisió. En aquest nou mitjà, va dirigir prop de dos-cents episodis d'incomptables sèries, entre elles Wagon Train, McHale's Navy i Família Addams.
Lanfield va estar casat amb l'actriu Shirley Mason des de 1927 fins a la seva mort (d'ell) el 1972. Està enterrat en el Westwood Village Memorial Park Cemetery a Los Angeles. Lanfield va ser conegut també com a Sidney Landfield.

## Filmografia
- 1931: Three Girls Lost
- 1934: Moulin Rouge
- 1935: Red Salute
- 1936: One in a Million
- 1937: Thin Ice
- 1939: Always Goodbye
- 1939: The Hound of the Baskerville
- 1939: Second Fiddle
- 1941: You'll Never Get Rich
- 1942: The Lady Has Plans
- 1942: My Favorite Blonde
- 1944: Standing room Only
- 1944: The Princessa and the Pirate
- 1945: Bring on the Girls
- 1946: The Well-Groomed Bride
- 1949: Fort Oest (Station West)
- 1949: Sorrowful Jones
- 1951: The Lemon Drop Kid
- 1951: Follow the sun
- 1952: Skirts Ahoy!